# Ibn as-Sa‘i
Tāǧ al-Dīn ʿAlī ibn Anǧab Ibn al-Sāʿī (arab. ‏تاج الدين ابن السَّاعي البغدادي‎), znany bardziej jako Ibn as-Sa‘i (arab. ‏ابن الساعي‎, ur. 1197, zm. 1276) – irakijski historyk i pisarz, który zamieszkiwał Bagdad w końcowej fazie Kalifatu Abbasydów.

## Życiorys
Ibn as-Sa‘i urodził się w 1197 roku. Został on nazwany na cześć wuja ze strony matki. Ojciec Ibn as-Sa‘ia był zegarmistrzem i wykonał zegarki przy bramie madrasy Mustansirijja, szkole wyższej nazwanej na cześć kalifa Al-Mustansira I.
Ibn as-Sa‘i pracował jako bibliotekarz w dwóch szkołach: Nizamijji i madrasie Mustansirijja.
Na przełomie lat 1256/1257 napisał książkę pt. Kobiety kalifów (arab. ‏نساء الخلفاء‎, osobisty leksykon wymieniający 39 kobiet, które żyły jako żony i konkubiny na dworze kalifów Abbasydów.
Ibn as-Sa‘i przeżył podboje Mongołów i oblężenie Bagdadu w 1258 roku. Potem żył bez przeszkód pod rządami mongolskich Ilchanidów.